# Casa Machmar
La Casa Machmar o Casa Edén (ex Casa Daniel) es un monumento histórico localizado en la ciudad de Río Bueno, Región de Los Ríos, Chile. Su data de construcción se remonta aproximadamente al período comprendido entre 1910 y 1912, mientras que su inauguración habría sido en este último año; es, junto a la Casa Furniel, una de las edificaciones más antiguas de su tipo en Río Bueno, la que fue construida en 1906 o la casa Larre de 1902.
Pertenece al conjunto de monumentos nacionales de Chile desde el año 2012 en virtud del Decreto 527 del 7 de diciembre del mismo año; se encuentra en la categoría «Monumentos Históricos».

## Historia

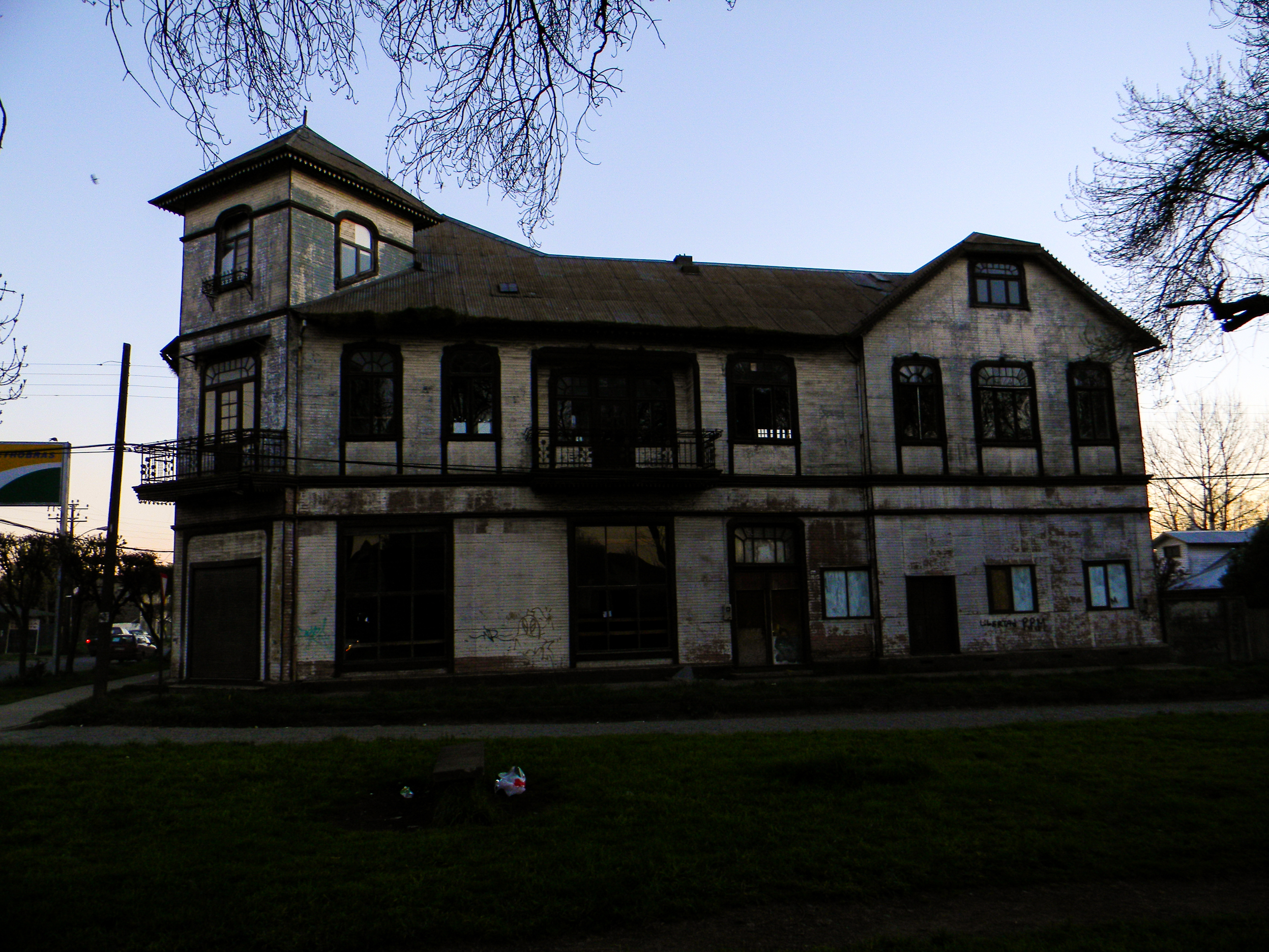
Vista lateral de la Casa Machmar.

La construcción al estilo mansión o casona fue encargada por el comerciante local de origen alemán Teodoro Daniel para ser destinada a uso comercial en el primer nivel, y residencial en el segundo y tercer niveles.
El perímetro protegido corresponde a una superficie de 1449,85 m², mientras que la casona propiamente tal tiene 464,69 m² de superficie. Cuenta con tres pisos y está construida principalmente en madera con rasgos estilísticos europeos; en particular, «la edificación tiene materiales nobles y terminaciones de calidad artística con estilos como artista nouveau, muchas de las cuales aún se conservan (balaustradas, revestimiento interiores, puertas, ventanas, papel tapiz, elementos de herrería y de hojalatería, lo que se puede apreciar en balcones y escaleras)».

También fue usada como establecimiento educacional, albergando al colegio Raúl Silva Henríquez y a la escuela Río Bueno, esto al igual que a la casa furniel, fue lo que dañó su aspecto físico interno. Hoy se espera transformar la edificación en el Centro cultural municipal de Río Bueno.